# Voegroller
Een voegroller is een roller waarmee de voegen in metselwerk wordt aangedrukt en afgewerkt. Het aandrukken zorgt ervoor dat de voeg wordt verstevigd en tegelijkertijd wordt afgewerkt, waardoor navoegen niet nodig is. Merknamen zijn 'VoegRolMaster', 'Multi-pointer' en 'Pointmaster'. 
Door verwisseling van het voegelement zijn verschillende voegtypen mogelijk, zoals vlak, geprofileerd of schaduw. Met een voegroller wordt doorstrijken gemakkelijker gemaakt. De lintvoeg wordet het eerst gerold, daarna de stootvoeg. Door gebruik te maken van verschillende verwisselbare voegblokjes kunnen verschillende voegdieptes worden gecreëerd. Een voegroller is ongeschikt voor niet vlak metselwerk, zoals breuksteen. 